# Marian Rajczyk
Marian Rajczyk (ur. 14 października 1928 w Częstochowie, zm. 6 sierpnia 2021) – polski bankowiec, autor publikacji z zakresu bankowości, prezes Banku Śląskiego.

## Życiorys
Od 1951 pracował w Narodowym Banku Polskim, w latach 1952–1963 był dyrektorem oddziału w Myszkowie, w latach 1963–1974 dyrektorem oddziału w Zawierciu, w latach 1974–1988 dyrektorem Oddziału Wojewódzkiego NBP w Częstochowie. W 1961 ukończył studia w Wyższej Szkole Ekonomicznej w Katowicach, w 1973 uzyskał stopień doktora nauk ekonomicznych, w latach 1973–1983 był wykładowcą w Katedrze Finansów Akademii Ekonomicznej w Katowicach.
W latach 1989–1991 organizował jako prezes wyodrębniony z NBP Bank Śląski, w 1991 został prezesem zarządu tego banku przekształconego wówczas w spółkę akcyjną. Odszedł ze swojej funkcji w 1994, po tym, jak zarzucono mu nieprawidłowości przy ofercie publicznej akcji banku. W 1995 postawiono mu zarzut karny działania na szkodę banku w związku z procesem prywatyzacji banku, jednak ostatecznie postępowanie karne zostało przeciwko niemu umorzone. W 2002 przegrał natomiast proces cywilny, w wyniku którego zobowiązany został do zapłaty bankowi kwoty 500000 zł tytułem odszkodowania w związku z nieprawidłowym nadzorem nad działalnością domu maklerskiego Banku Śląskiego w czasie prywatyzacji BŚ.
W latach 1956–1990 był członkiem PZPR.
Był odznaczony Krzyżem Kawalerskim i Krzyżem Oficerskim Orderu Odrodzenia Polski

## Publikacje
- Afera prywatyzatorów : nie było "afery Banku Śląskiego" (Marian Rajczyk, Częstochowa, 2014; ISBN 978-83-940010-0-1)
- Banki komercyjne : produkty, finanse, organizacja (Fundacja Edukacji Ekonomicznej, Katowice; Warszawa, 1992)
- Czynniki warunkujące skuteczność oddziaływania banku za pomocą kredytu : (oddziaływanie banku na przedsiębiorstwa przemysłu lekkiego i drobnego) (Instytut Finansów, Warszawa, 1979)
- Finanse banku komercyjnego (Fundacja Banku Śląskiego, Bielsko-Biała, 1997; ISBN 83-908290-9-6)
- Interesy jednostek gospodarczych w bankach komercyjnych : uwarunkowania, usługi, kalkulacje ("Comfort", Katowice, 1993)
- Kredytowanie działalności eksploatacyjnej i inwestycji przedsiębiorstw : materiały na konferencję "Polityka kredytowa a stosunki Bank-Przedsiębiorstwo" (Towarzystwo Naukowe Organizacji i Kierownictwa, Lublin, 1987)
- Organizacja i zarządzanie bankiem komercyjnym (Fundacja Banku Śląskiego, Bielsko-Biała, 1997; ISBN 83-908290-0-2)
- Produkty bankowe i obsługa klientów (Fundacja Banku Śląskiego, Bielsko-Biała, 1997; ISBN 83-908290-1-0)
- Rola kredytu bankowego w oddziaływaniu na kształtowanie się równowagi pieniężno-rynkowej. Cz. 2, Rola kredytu bankowego w stosunku do ludności (Instytut Finansów, Warszawa, 1979)
- Rola stopy oprocentowania kredytów obrotowych i inwestycyjnych udzielonych przedsiębiorstwom uspołecznionym. (Instytut Finansów, Warszawa, 1975); wspólnie z Marcinem Znanieckim
- Strzał w kasę ? : sukces czy porażka prywatyzacji Banku Śląskiego ? (Editions Spotkania, Warszawa, 1994; ISBN 83-7115-031-8)